# Carl-Heinz Illies
Carl-Heinz Illies (* 1. April 1935 in Tokio; † 16. Januar 1995 in München) war ein deutscher Kaufmann, geschäftsführender Gesellschafter des Außenhandelshauses C. Illies & Co. und von 1981 bis 1986 Präses der Handelskammer Hamburg.

## Herkunft, Ausbildung und Beruf
Carl-Heinz Illies wurde als Sohn von Carl Jürgen Illies, dem Bruder des Malers Arthur Illies,  in eine Hamburger Kaufmannsfamilie geboren. Sein Urgroßvater Carl Illies senior (1840–1910) hatte das 1859 in Nagasaki gegründete älteste deutsch-japanische Handelshaus Louis Kniffler & Co. 1880 übernommen und in Carl Illies & Co umfirmiert.
In Hamburg besuchte Carl-Heinz Illies die Gelehrtenschule des Johanneums, absolvierte nach seinem Abitur eine Lehre bei der Berenberg Bank und studierte dann in den USA Wirtschaftswissenschaften. Nach einem Volontariat bei einer amerikanischen Reederei trat er 1958 in die Firma seines Vaters ein und übernahm 1966 die Geschäftsführung. Illies erweiterte die Tätigkeiten des Handelshauses (Maschinen- und Anlagen-Im- und Export) auf ausgewählte Städte in Afrika und das China-Netzwerk um acht zusätzliche Büro-Standorte. Mit nur 59 Jahren starb Illies und hinterließ die Firma seinem Sohn Carl Michael Illies, der das Handelshaus in nunmehr 5. Generation führt.

## Ehrenämter
Von 1981 bis 1986 war er Präses der Handelskammer Hamburg und ab 1986 Vizepräsident des Deutschen Industrie- und Handelskammertages (DIHK).
Er war Vizepräsident des Ostasiatischen Vereins, den sein Urgroßvater 1900 mitgegründet hatte und langjähriger Vorsitzender der Länderausschüsse Japan, Korea und Taiwan der Spitzenverbände der Deutsche  Wirtschaft BDI und DIHK. Von 1988 bis 1991 war er Präsident des Übersee-Clubs. Nach ihm ist das Carl-Heinz Illies-Förderstipendium in der Deutschen Stiftung Musikleben benannt.
Er tat sich zudem durch zahlreiche Publikationen hervor.